# Terry Pheto

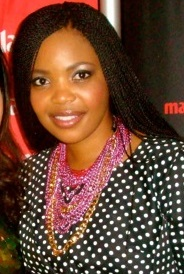
Terry Pheto nel 2013

Terry Pheto pseudonimo di Moitheri Pheto (Evaton, 11 maggio 1981) è un'attrice sudafricana nota per il suo ruolo da protagonista nel ruolo di Miriam nel film vincitore dell'Oscar nel 2005 Tsotsi..

## Biografia
Cresciuta a Soweto fino all'età di 21 anni, è stata notata dall'agente di casting Moonyeenn Lee in un gruppo teatrale a Soweto durante il processo di casting per Tsotsi, con Presley Chweniyagae. 
Dopo il suo debutto in Tsotsi è apparsa in altri film come Catch a Fire (2006), Goodbye Bafana (2007) e How to Steal 2 Million (2012). 
Le serie televisive in cui ha recitato includono la serie drammatica SABC 1 Justice for All (come Lerato), Zone 14 (come Pinky Khumba) e Jacob's Cross, come Mbali. Pheto ha svolto il ruolo chiave di Fikile nella miniserie SABC2 Hopeville, da marzo ad aprile 2009. La serie è stata successivamente trasformata in un film pluripremiato. Nel 2011, dopo aver lasciato il Sudafrica per tentare la fortuna a Hollywood, ha ottenuto il ruolo ricorrente di un cardiochirurgo, la dottoressa Malaika Maponya, nella soap opera americana The Bold and the Beautiful . È stata oggetto di un episodio della serie di documentari The Close Up, ospitata da Nicky Greenwall, andata in onda su e.tv e eNews Channel nel 2012. Nello stesso anno è stata protagonista del primo episodio della seconda stagione della serie di realtà SABC1 Play Your Part, in onda il 9 luglio 2012. Nel 2010 è stata giudice ospite del concorso di realtà SABC1 Class Act, nell'episodio "Film Noir". 
Ha recitato anche nelle produzioni teatrali The Toilet (diretto da Bongani Linda) e The Devil's Protest, diretto da Thulani Didi. 
Nel luglio 2008 è stata nominata il nuovo volto di L'Oréal. È apparsa anche in numerose riviste, tra cui Destiny, Vanity Fair, Drum, You / Huisgenoot, Y-Magazine, Bona, Heat, Elle, Cosmopolitan, Marie Claire e True Love.

## Filmografia
- Il suo nome è Tsotsi (Tsotsi), regia di Gavin Hood (2005)
- Catch a Fire, regia di Phillip Noyce (2006)
- Giorno e notte (2006)
- Il colore della libertà - Goodbye Bafana (Goodbye Bafana), regia di Bille August (2007)
- Mafrika (2008)
- Beautiful (The Bold and The Beautiful) - Soap opera (2011)
- How to Steal 2 Million, regia di Charlie Vundla (2012)
- Mandela - La lunga strada verso la libertà (Mandela: Long Walk to Freedom) (2013)
- Cuckold, regia di Charlie Vundla (2015)
- A United Kingdom - L'amore che ha cambiato la storia (A United Kingdom), regia di Amma Asante (2016)
- Madiba - Miniserie TV, regia di Kevin Hooks (2017)

## Riconoscimenti
- Africa Movie Academy Awards 2012 – Premio come miglior attrice non protagonista per How to Steal 2 Millions[2]